# سمدان
حصن السمدان أو حصن جبل السمدان، هو حصن ومعلم تاريخي منحوت في الصخر، في منطقة دبع الخارج و الرجاعية، في مديرية الشمايتين، محافظة تعز ببلاد المعافر غربي مركز تربة ذبحان على بعد حوالي (15 كيلومتراً) في اليمن ، قال عنه «الأكوع»: «أن الحصن منحوت في الصخر الأصم وليس له إلاَّ باب واحد ومنه يصعد في درج منحوتة حتى تدخل إلى ساحته، وكان في قمته القصور الزاهرة والمباني العجيبة بفن معماري رائع وفيه مخازن المياه ومستودعات الحبوب والذخائر والكراع»، ولا تزال آثارها باقية تمثل غاية في الروعة والإعجاب، وكان يضرب به المثل في المناعة والحصانة، وفي (القرن الخامس الهجري) كان حصن السمدان «للآل الكرندي» وهم من أولاد الأبيض بن جمال الدين السبئي الذي ولاه الرسول جبل الملح.

## تاريخ
وردت الإشارة إلى الحصن عند سرد مجريات العام (734 هجرية) عندما تسلم حصن السمدان وحصون المعافر آنذاك الملك الرسولي الظاهر«أسد الدين ابن الملك المنصور أيوب بن يوسف الرسولي» وفي نفس العام نزل الملك الظاهر من حصن السمدان على الذمة الشاملة صحبه القاضي «جمال الدين محمد بن مؤمن» و«الأمير شرف الدين» فأمر السلطان بطلوعه الحصن وأن يودع دار الإمارة على الإعزاز والإكرام، فأقام به إلى شهر ربيع من العام المذكور وتوفى.
وقد توالى الإهتمام بهذا الحصن بحكم موقعه الاستراتيجي الذي يشرف على العزاعز والأخمور من الناحية الشمالية وقرى دبع الداخل والخارج، ففي الفترة العثمانية استفاد العثمانيون من هذا الحصن وأعادوا بناءه. [بحاجة لمصدر]

## وصفه
تكوينه المعماري حالياً عبارة عن غرف متلاصقة يتم الدخول إليها من الباب الرئيسي الذي يفتح في منتصف الساحة الشرقية ولا تزال بقايا الأساسات الخرائب ماثلة للعيان تتكون في الغالب من ثلاثة صفوف من الحجارة الكلسية. ويحتوي الحصن في الناحية الشرقية على عدد من المدافن محفورة في الصخر كانت تستخدم لخزن الحبوب، إضافة إلى صهاريج وبرك لحفظ المياه.[بحاجة لمصدر]